# Cabañaquinta
Cabañaquinta (Cabanaquinta en asturiano y oficialmente Cabanaquinta/Cabañaquinta) es una parroquia del concejo asturiano de Aller, en el norte de España, y una villa de dicha parroquia. La villa de Cabañaquinta es la capital del concejo desde marzo de 1869, en sustitución de Collanzo. En los 4,71 km² de superficie que tiene la parroquia habitan un total de 1.360 personas (2021).

## Geografía
La villa se halla a 427 metros de altitud, en la vega del río Aller y es la única población habitada de la parroquia. La parroquia limita al norte con Serrapio, al sur con Bello, al este con Vega y por último al oeste con Soto, todas ellas parroquias del mismo concejo.

## Historia
Hasta el 10 de noviembre de 1887 la parroquia de San Salvador de Cabañaquinta pertenecía a la de San Martín de Vega, como filial, pero se separó de ella, empezando a funcionar independientemente en 1892. La actual iglesia comenzó a construirse en 1899 y se terminó el 28 de agosto de 1902, abriéndose al culto cotidiano 2 años después. Fue construida gracias a los esfuerzos del presbítero José Fernández Castañón y García Blanco, oriundo de la villa.

## Transportes
Ferrocarril
En la localidad se encuentra una estación ferroviaria en la que efectúan parada trenes de cercanías de la línea C-8 de Cercanías Asturias, anteriormente operada por Feve, ahora integrada en Renfe Operadora en su división comercial Renfe Cercanías AM, cuyo trayecto es Collanzo - Baiña, habiendo sido inaugurada en 1935. En la actualidad los servicios ferroviarios discurren con frecuencia de 1 hora, pero dada la baja ocupación de los servicios se ha planteado el cierre por su baja rentabilidad.

## Toponimia
Según decreto 30/2008, del 8 de abril de 2008 por el que se determinan los topónimos oficiales del Concejo de Aller, el topónimo oficial de la parroquia pasó a ser bilingüe, en castellano y asturiano: Cabañaquinta/Cabanaquinta.

## Nomenclátor
Entidades de población que forman parte de la parroquia:
- Cabañaquinta (villa) (Cabanaquinta, en asturiano; y, oficialmente, Cabanaquinta/Cabañaquinta): 1.360 habitantes
- La Collada (casería) (La Coḷḷá): Deshabitada
- Los Corradones (casería) (Los Corraones): Deshabitada